# ژان ژاک پیر دسمسون
ژان ژاک پیر دِمِزون (به فرانسوی: Jean Jacques Pierre Desmaisons)، با نام روسی پتر ایوانوویچ دِمِزون، ساووی‌شناس (منطقه‌ای در اروپا)، سیاستمدار روس و بارون ساردنیایی و همچنین مترجم از زبان فارسی بود که در سال ۱۸۰۶ در شامبری ، در پادشاهی ساردینیا زاده شد و در ۶ سپتامبر ۱۸۷۳ در اکس-له-بن درگذشت  .

## زندگینامه
دِمِزون پسر یک پزشک بود. او در کالج سلطنتی شامبری تحصیل کرد. در سال ۱۸۲۸، در سن ۱۹ سالگی، با پشتیبانی سفیر پادشاه ساردینیا در روسیه، کنت دو سال، برای یادگیری زبان‌های شرقی نزد هنری ولانگالی به سن پترزبورگ رفت. او در دانشگاه کازان ثبت نام کرد اما در سن پترزبورگ ماند.
در سال ۱۸۲۹، وزیر آموزش و پرورش او را با مدرک کارشناسی ادبیات شرقی به دانشگاه کازان فرستاد. او سال بعد دکترای خود را در رشته ادبیات شرقی دریافت کرد.
در سال ۱۸۳۱، او زیر فرمان فرماندار نظامی اورنبورگ قرار گرفت که در آوریل ۱۹۸۳ او را به جایگاه استادی بلندپایه زبان‌های شرقی، استاد زبان‌های فارسی و عربی در مؤسسه نظامی نپلجویف در اورنبورگ  در آورد و در چهارم سپتامبر به عنوان دستیار مترجم در کمیسیون مرزی این شهر منصوب کرد. در سال ۱۸۳۳، سرلشکر پروسکی او را به عنوان رئیس یک کمیسیون زیرزمینی برای گردآوری اطلاعات بازرگانی در ترکستان منصوب کرد.
در سال ۱۸۳۴ او در کانون  کاروانی از بازرگانان تاتار با نام ملا میرزا جعفر به بخارا فرستاده شد و در ژوئیه ۱۹۳۵ به اورسک بازگشت و دو گزارش مفصل در مورد زندگی دینی و اوضاع سیاسی و اقتصادی خانات که روس‌ها خواست پیوست آن را داشتند، ارائه داد. به دلیل موفقیتش، تزار نیکلاس یکم نشان آنای فرهمند را به او اعطا کرد.
در سال ۱۸۳۶ به عنوان استاد در دپارتمان آسیایی وزارت امور خارجه روسیه منصوب شد. او در مأموریت دیپلماتیک روسیه در تهران در سال‌های ۱۸۴۰-۱۸۴۱ شرکت داشت.در سال ۱۸۴۳، پس از مأموریت‌های بیشتر به ایران، به عنوان مدیر آموزشی بخش زبان‌های شرقی در بخش آسیایی منصوب شد و تابعیت روسیه را پذیرفت. او به عنوان مترجم در دفتر امپراتوری برای ترجمه اسناد تاتاری منصوب شد و روی تدوین قانون نهادهای مسلمان کار کرد.
در سال ۱۸۴۳، شاه چارلز آلبرت از ساردینیا به او حق امتیاز سلطنتی اعطا کرد که به او اجازه می‌داد به روسیه خدمت کند و تابعیت آنجا را بگیرد. در سال ۱۸۴۸ عنوان بارون را از شاه چارلز آلبرت ساردینیا دریافت کرد.
در سال ۱۸۴۶، او در تأسیس انجمن باستان‌شناسی امپراتوری روسیه شرکت کرد.
دِمزون در سال ۱۸۵۷ به پاریس رفت و بازنشسته شد. در آنجا او ویرایش و برگردان کتاب تبارنامه ترکی نوشته ابوالغازی بهادرخان ، خان خانات خیوه بر پایه نسخه خطی کشف شده توسط ولادیمیر ایوانوویچ دال در اورنبورگ را بر عهده گرفت. این اثر توسط آکادمی علوم امپراتوری در سن پترزبورگ در دو جلد با نام تاریخ مغول‌ها و تاتارها (1871-1874)  منتشر شد.
دِمزون در سال ۱۸۷۳، بی‌آنکه فرصت انتشار فرهنگ فارسی-فرانسوی خود را که در سفرهای پیاپی به ایران در سال‌های ۱۸۵۸-۱۸۶۹ گردآوری کرده بود، داشته باشد، در اکس-له-بَن درگذشت، . این اثر بعدها در چهار جلد توسط برادرزاده‌هایش، در رم، بین سال‌های ۱۹۰۸ تا ۱۹۱۴ منتشر شد.

## کتاب‌ها
فرهنگ فارسی به فرانسه ، در ۴ جلد 
- جلد ۱، ا-ذ ( الف-دال )، رم، ۱۹۰۸ ( به صورت آنلاین بخوانید )
- جلد 2، ر-ق ( Rā-Qāf )، رم، 1910 ( مطالعه آنلاین )
- جلد 3، ك-م ( Kāf-Mīm )، رم، 1913
- جلد 4، ن-ي ( Nūn-Yā )، رم، 1914

## بیشتر بخوانید
- سوتلانا گورشنینا، کاوشگران آسیای مرکزی: مسافران و ماجراجویان از مارکو پولو تا الا مایار ، ص. 154

 ۱۵۴ ، انتشارات اولیزان، ژنو، ۲۰۰۳شابک ‎۲−۸۸۰۸۶−۲۹۵−۷ ( استخراج شده )
- فرانسوا پویون، فرهنگ خاورشناسان فرانسوی‌زبان ، ص. 313

 313 ، نسخه های IISMM Karthala، پاریس، 2012شابک ‎۹۷۸−۲−۸۱۱۱−۰۷۹۰−۱ ( به صورت آنلاین بخوانید )